# Purpurit
Purpurit ist ein selten vorkommendes Mineral aus der Mineralklasse „Phosphate, Arsenate und Vanadate“. Es kristallisiert im orthorhombischen Kristallsystem mit der idealisierten Zusammensetzung Mn3+[PO4], ist also chemisch gesehen ein Manganphosphat. Da Purpurit eine lückenlose Mischkristallreihe mit Heterosit (Fe3+[PO4]) bildet und deshalb in der Natur immer mit einem gewissen Anteil an Eisen in der Verbindung zu finden ist, wird die Formel von Purpurit allgemein auch mit (Mn3+,Fe3+)PO4 angegeben.
Purpurit ist durchscheinend bis undurchsichtig und bildet keine sichtbaren Kristalle aus. Üblicherweise findet er sich in Form körniger bis massiger Aggregate bis etwa 20 cm Größe von rötlichvioletter bis tiefdunkelrosa Farbe bei hellviolett bis hellroter Strichfarbe. Die Oberflächen frischer Proben weisen meist einen seidigen Glanz auf. Mit der Zeit kann die Farbe durch Verwitterung in ein dunkles Braun bis Bräunlichschwarz übergehen und die Oberflächen werden matt.
Die Mohshärte von Purpurit liegt zwischen 4 und 4,5. Er ist damit meist etwas härter als das Referenzmineral Fluorit (4), jedoch weicher als Apatit (5) und lässt sich daher mit einem guten Messer ebenfalls noch ritzen.

## Etymologie und Geschichte
Erstmals entdeckt wurde Purpurit in der „Faires Mine“ bei Kings Mountain (Gaston County) im US-Bundesstaat North Carolina und beschrieben 1905 durch Louis Caryl Graton und Waldemar Theodore Schaller, die das Mineral in Anlehnung an seine charakteristische Farbe nach dem lateinischen Wort purpura benannten.

## Klassifikation
In der mittlerweile veralteten, aber noch gebräuchlichen 8. Auflage der Mineralsystematik nach Strunz gehörte der Purpurit zur allgemeinen Abteilung der „Wasserfreien Phosphate ohne fremde Anionen“, wo er zusammen mit Ferrisicklerit, Heterosit, Lithiophilit, Marićit, Natrophilit, Sicklerit, Simferit und Triphylin die unbenannte Gruppe VII/A.02 bildete.
Die seit 2001 gültige und von der International Mineralogical Association (IMA) verwendete 9. Auflage der Strunz’schen Mineralsystematik ordnet den Purpurit ebenfalls in die Abteilung der „Phosphate usw. ohne zusätzliche Anionen; ohne H2O“ ein. Diese ist allerdings weiter unterteilt nach der relativen Größe der beteiligten Kationen, so dass das Mineral entsprechend seiner Zusammensetzung in der Unterabteilung „Mit mittelgroßen Kationen“ zu finden ist, wo es zusammen mit Ferrisicklerit, Heterosit, Lithiophilit, Natrophilit, Sicklerit, Simferit und Triphylin die „Triphylingruppe“ mit der System-Nr. 8.AB.10 bildet.
Auch die vorwiegend im englischen Sprachraum gebräuchliche Systematik der Minerale nach Dana ordnet den Purpurit in die Klasse der „Phosphate, Arsenate und Vanadate“ und dort in die Abteilung der „Wasserfreie Phosphate etc.“ ein. Hier ist er nur zusammen mit Heterosit in der unbenannten Gruppe 38.04.01 innerhalb der Unterabteilung der „Wasserfreien Phosphate etc., A+XO4“ zu finden.

## Kristallstruktur
Purpurit kristallisiert orthorhombisch in der Raumgruppe Pbnm (Raumgruppen-Nr. 62, Stellung 3) mit den Gitterparametern a = 4,78 Å; b = 9,77 Å und c = 5,82 Å sowie 4 Formeleinheiten pro Elementarzelle.

## Bildung und Fundorte

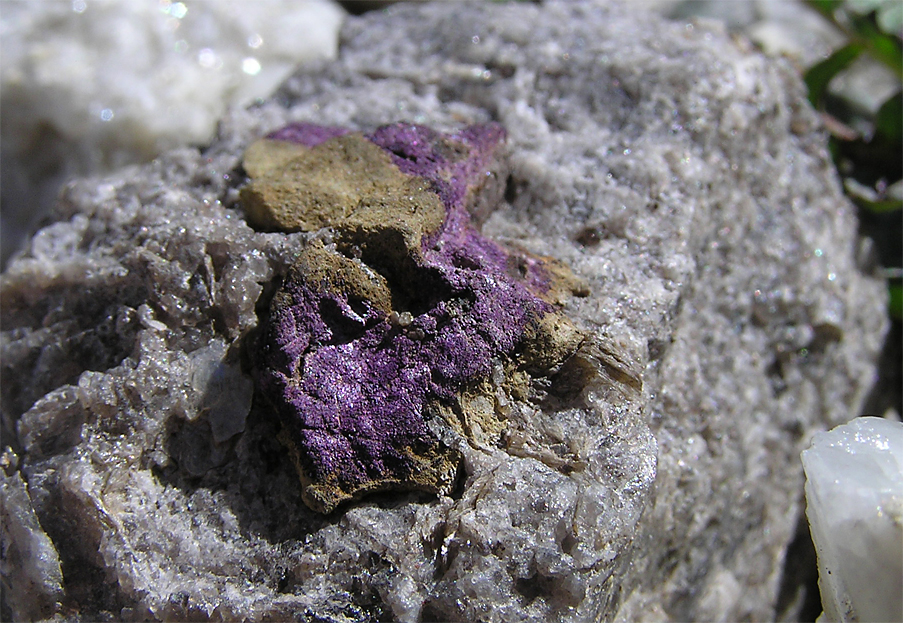
Purpurit (Größe: 2,5 cm) auf Quarz aus dem Brown Thurston Schürfgebiet, Rumford, Oxford County, Maine, USA

Purpurit bildet sich überwiegend sekundär als krustenbildendes Oxidationsprodukt aus Triphylin (LiFe[PO4]) oder Lithiophilit (LiMn[PO4]). Selten kann er auch primär in Form körniger Massen in granitischen Pegmatiten entstehen. Als Begleitminerale treten verschiedene, meist ebenfalls sekundäre Phosphat-Minerale wie beispielsweise Sicklerit auf.
Als seltene Mineralbildung konnte Purpurit nur wenigen Fundorten nachgewiesen werden. als bekannt gelten bisher (Stand: 2011) etwa 80 Fundorte. Neben seiner Typlokalität „Faires Mine“ trat das Mineral in den Vereinigten Staaten unter anderem noch an mehreren Orten in Arizona, Kalifornien, Colorado, Connecticut, Maine und South Dakota sowie in den ebenfalls in North Carolina liegenden „Foote Mine“ (Cleveland County) und in den „Animikie Red Ace“ Pegmatiten bei Fern in Wisconsin.
In Deutschland trat Purpurit bisher im Pegmatitvorkommen bei Zwiesel im Bayerischen Wald und bei Hagendorf (Waidhaus) im Oberpfälzer Wald auf.
In Österreich fand man das Mineral bei einem Spodumen-Versuchsabbau am Brandrücken in Kärnten (siehe auch Bergbau in Kärnten).
Weitere Fundorte liegen unter anderem in Australien, Brasilien, China, Finnland, Frankreich, Kanada, Madagaskar, Namibia, Portugal, Ruanda, Schweden, Spanien, Südafrika, Tschechien.

## Verwendung als Schmuckstein
Purpurit wird aufgrund seiner geringen Härte eher selten zu Schmucksteinen verarbeitet, dann aber überwiegend als Trommelstein, gelegentlich auch in Cabochonform geschliffen.